# Чорна палата (роман)
«Чорна палата» (англ. Black Chamber) — роман в жанрі альтернативної історії канадсько-американського письменника С. М. Стірлінга, опублікований у 2018 році. Роман є початком серії, в якій Теодор Рузвельт претендував на пост президента США в 1912 році і був успішним. Історія починається 1 вересня 1916 року і розповідає про «Чорну палату», яка є набагато більшим, ніж історичне урядове агентство США зі злому кодів.

## Короткий зміст сюжету

### Передумова
Коли Вільям Говард Тафт, суперник Теодора Рузвельта на президентських виборах 1912 року, помирає від серцевого нападу, вибори Рузвельта забезпечені. Після того, як Рузвельт вступив на посаду, Сполучені Штати «для свого блага» завойовують Мексику і починають сувору програму прогресу.

### Основний сюжет
У вересні 1916 року США ще не оголосили себе учасниками Першої світової війни. Президент Рузвельт не хоче брати участь у Першій світовій війні. Однак війна йде дуже добре для Німеччини, і Рузвельт дізнається, що німці мають нову зброю, характеристики якої невідомі.
Луз О'Меллі Аростегі — старший оперативний співробітник Чорної палати, американського шпигунського агентства та служби безпеки. Луз, яка є етнічною кубино-ірландкою, видає себе за мексикансько-ірландську революціонерку, щоб зв'язатися з німецьким агентом, який, як вона дізнається, є бароном Горстом фон Дюклером. Вони стають коханцями, і Луз дізнається, що зброя під назвою «Подих Локі» — це отруйний газ, який вбиває при контакті. Луз переконує Сіару Вілан, американку ірландського походження, яка ненавидить США, допомогти їй..
Зрештою Луз має справу з німецьким планом утримати Сполучені Штати від війни шляхом доставки отруйного газу на східне узбережжя.

## Персонажі

### Історичні
- Теодор Рузвельт, президент Сполучених Штатів
- Генерал Леонард Вуд, начальник Генерального штабу США
- Джон Вілкі, директор Секретної служби та Чорної палати
- Джон Гувер, оперативник Чорної палати[7]
- Генерал Пауль фон Гінденбург, начальник генерального штабу німецької армії
- Генерал Еріх Людендорф, генерал-квартирмейстер (другий командувач) німецької армії
- Полковник Вальтер Ніколаї, начальник німецької військової розвідки

### Вигадані
- Луз О'Меллі Аростегі, старша оперативна співробітниця Чорної палати
- Сіара Вілан, феніанка на поч
- Капітан барон Горст фон Дюклер, призначений німецькій військовій розвідці

## Критичний прийом
- Ліз Бурк назвала «Чорну палату» «надзвичайно хорошим шпигунським трилером» і їй сподобалися персонажі, але їй не сподобалося, що жоден із героїв не може бути справді хорошим, і її турбував основний сюжет, пов'язаний із застосуванням хімічної зброї проти мирних жителів[4].
- Publishers Weekly в рецензії зі зірочками високо оцінив «щедрі історичні, мовні та культурні деталі, включно з хитрими розкопками в реальних постатях, таких як молодий Дж. Едгар Гувер, — покращують всебічно розвинені характери, щоб зробити це дуже приємним шпигунством».[7]